# Next-L Enju
Next-L Enju（ねくすとえる えんじゅ; 槐）とは、原田隆史と田辺浩介を中心としたProject Next-Lが、2007年より開発しているオープンソースの統合図書館システムである。
フレームワークにRuby on Rails、検索エンジンにApache Solrを用いている。DBMSにはPostgreSQLが推奨されている。APIによるマッシュアップ、書誌情報のFRBR形式での構造化と表示、利用者によるカスタマイズなどを可能としている。アプリケーションプラットフォームのAmazon EC2およびHeroku上でも動作させることが可能である。2010年に公開された国立国会図書館の総合情報探索システム国立国会図書館サーチに採用され、その後、専門図書館、大学図書館、公共図書館における導入が続いている。

## 歴史
- 2006年11月、第一回会議開催[6]。
- 2007年、「Project Next-L」として図書館システムを開発。
- 2008年、東京基督教大学図書館でアーカイブ用に初めて導入される[6]。
- 2009年、国立国会図書館サーチに採用される[7]。
- 2010年、研究図書館のデータベース検索システムとして初めて農林水産研究情報総合センターで採用[6]。
- 2011年、研究図書館の図書館システムとして物質・材料研究機構図書館で採用[6][8]。
- 2011年11月、南三陸町図書館でクラウド環境として導入[9]。

## システム概要

### 背景
1977年の筑波大学附属図書館「Tulips」に代表される、図書館員による内製の図書館システム開発と利用は、1980年代前半のJAPAN/MARC(M)頒布開始やベンダの参入に伴い、パッケージシステムの利用へと移行していった。その結果、直接の開発コストは軽減されたものの、図書館システムは図書館員にとってブラックボックス化し、仕様や機能の柔軟な変更が予算や納期の面で困難になった。

### 開発コンセプト
次世代の図書館システム開発の主導権を図書館関係者自身の手に取り戻し、オープンソースによる図書館システムの仕様を図書館員が共同で作成することを目指す。 

### システム構成
- 本体：資料管理（受入・検索）、利用者管理、図書館管理。
- 機能ごとのモジュール：貸出・返却、レファレンス、ブックマーク、書誌名寄せ、相互貸借、件名、催し物、お知らせ、検索ログ、メッセージ送信、購入依頼、蔵書点検、NDL接続、機関リポジトリ[12]。
- OS：Unix系
- アプリケーションソフトウェア：Ruby1.9.3以上、PostgreSQL8.4以上、Apache Solr、Ruby on Rails3.2以上[13]
- プロトタイプ：2012年現在：FRBR対応の書誌管理システム「enju_root」と図書館管理システム「enju_leaf」がある。「enju_leaf」はOPACの「Enju Flower」と別であったものが、「enju_leaf」version1.0.0から「enju_leaf」に一本化されている。
- カスタマイズ：可能
- 他システムとの連携：WebAPIで行う（例：国立国会図書館サーチ、Google ブックス等[14]。